# Jurgi Oteo
Jurgi Oteo Gómez (* 29. August 1996 in Barakaldo) ist ein spanischer Fußballspieler.

## Karriere
Oteo begann seine Karriere bei Athletic Bilbao. Zwischen 2008 und 2011 hatte er für den FC Santutxu gespielt, ehe er wieder zu Bilbao zurückkehrte. Im August 2013 spielte er erstmals für das Farmteam CD Baskonia in der Tercera División. Im August 2014 debütierte er für Athletic Bilbao B in der Segunda División B.
Mit Bilbao B konnte er zu Saisonende in die Segunda División aufsteigen. Sein Debüt in der zweithöchsten spanischen Spielklasse gab er am ersten Spieltag der Saison 2015/16 gegen den FC Girona. Zu Saisonende hatte Oteo 14 Einsätze, in denen er ein Tor erzielen konnte, zu Buche stehen. Mit Bilbao B musste er jedoch nach nur einer Saison als Tabellenletzter wieder in die Segunda División B absteigen.